# Soragna (Emilia-Romagna)

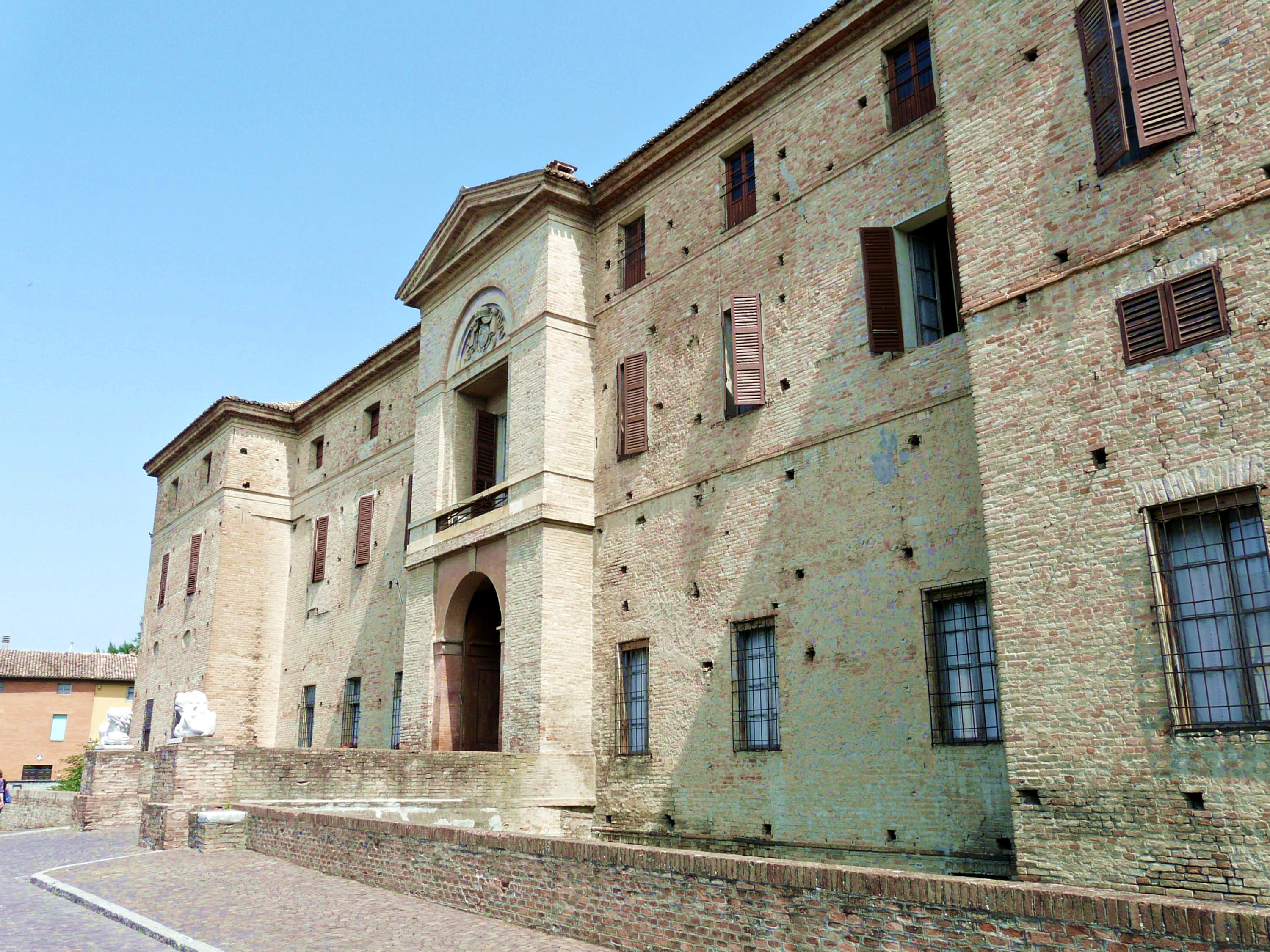
Schloss der Fürsten Meli-Lupi in Soragna

Soragna ist eine norditalienische Gemeinde (comune) mit 4751 Einwohnern (Stand 31. Dezember 2023) in der Provinz Parma in der Emilia-Romagna. Die Gemeinde liegt etwa 22 Kilometer nordwestlich von Parma.

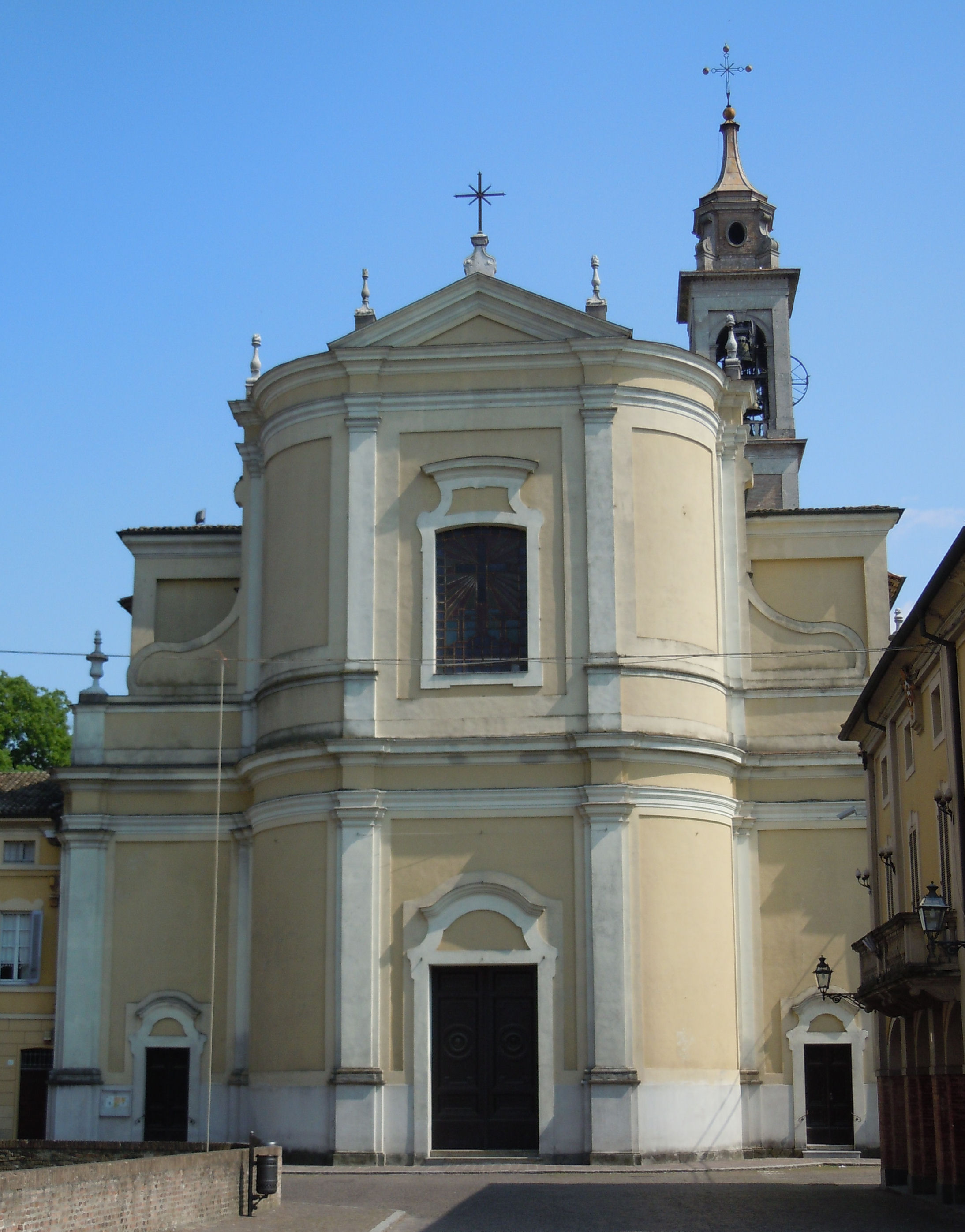
Kirche Jakobus’ des Älteren in Soragna

## Geschichte
712 wird die Ortschaft Soragna erstmals urkundlich in einem Dokument des Langobarden Liutprand genannt. Seit 1198 waren hier die Herren und Markgrafen Lupi und seit 1513 bis heute die Fürsten Meli-Lupi ansässig.

## Sehenswürdigkeiten
- Synagoge im Museo ebraico Fausto Levi

## Gemeindepartnerschaften
Soragna unterhält eine Partnerschaft mit der slowakischen Stadt Banská Štiavnica in der Region Pohronie und der Gemeinde Domagnano in San Marino.